# Furcraea

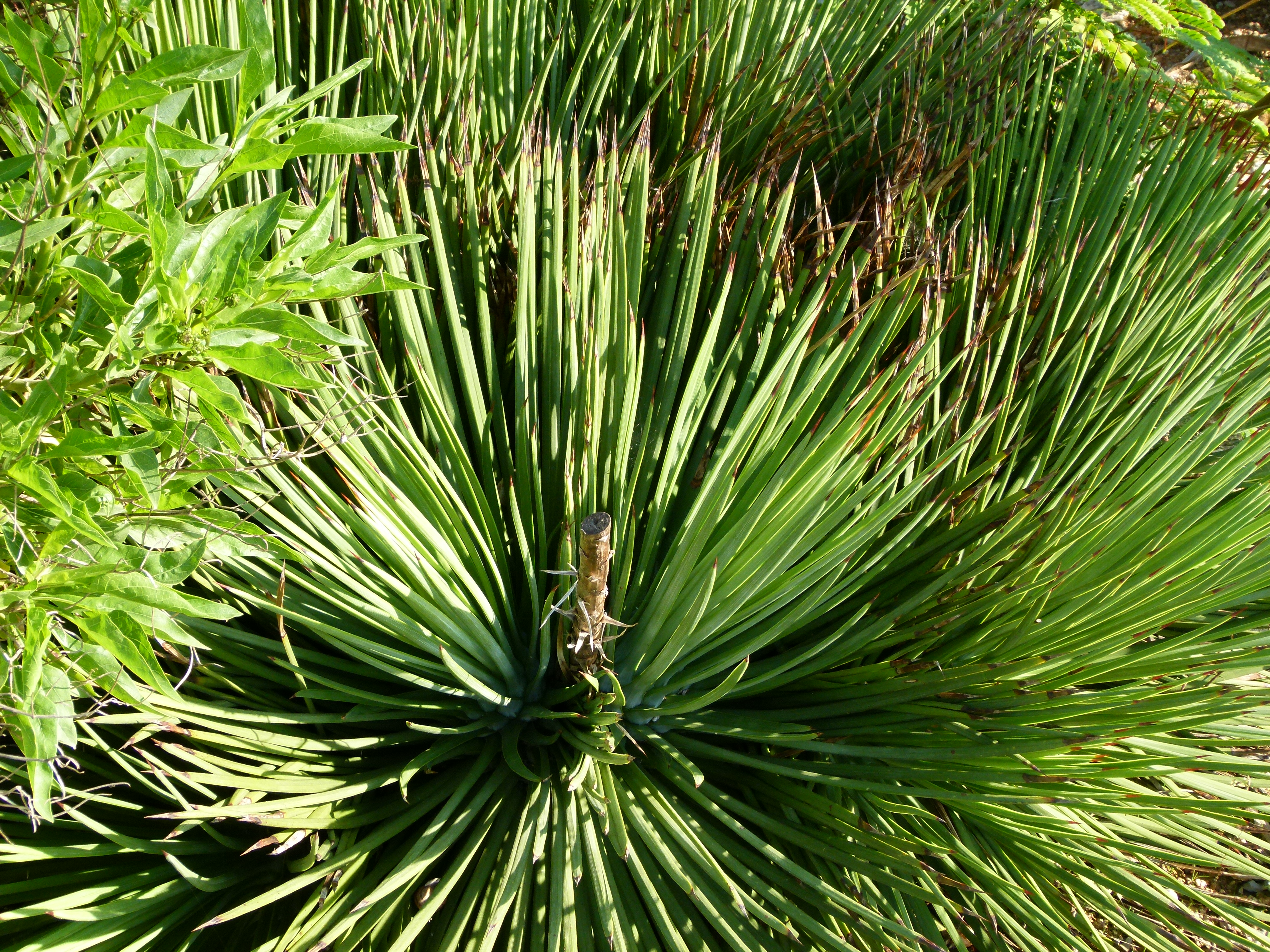
Furcraea selloa

Furcraea ist eine Pflanzengattung in der Unterfamilie der Agavengewächse (Agavoideae). Der botanische Name ehrt den französischen Chemiker und Politiker Antoine François de Fourcroy.

## Beschreibung
Die Arten der Gattung Furcraea sind hapaxanthe Pflanzen, das heißt, sie blühen und fruchten nur einmal und sterben danach ab. Stämme sind für gewöhnlich nicht vorhanden oder sie sind dick und bis zu 6 Meter hoch. Die dicht gedrängten, großen, lanzettlichen, langen und schmalen Laubblätter sind entweder dünn und biegsam oder ziemlich dick und steif. Sie besitzen eine kurze feste Spitze. Ihr Blattrand ist ganzrandig, gezähnelt oder grob gezähnt.
Der lockere Blütenstand mit endständigen Rispen wird bis zu 13 Meter hoch. Die Teilblütenstände stehen an langen Seitenzweigen und tragen oft Bulbillen. Die hängenden, gestielten Blüten stehen einzeln oder in Büscheln von 2 bis 5 Blüten. Die mehr oder weniger gleich geformten, weißen oder grünlich weißen Tepalen sind eiförmig-länglich und fast bis zur Basis frei. Die Staubfäden sind kürzer als die Tepalen. Der längliche Fruchtknoten ist unterständig und hat eine geschnäbelte Spitze. 
Es werden dreiklappige Kapselfrüchte gebildet, die abgeflachte schwarze Samen enthalten.

## Systematik und Verbreitung
Das Verbreitungsgebiet der Gattung Furcraea reicht von Mittel- bis Süd-Mexiko durch ganz Mittelamerika und die Karibik bis nach Panama, Kolumbien, Venezuela, Peru, Bolivien, Brasilien und Paraguay. 
Die Erstbeschreibung durch Étienne Pierre Ventenat wurde 1793 veröffentlicht. Die Typusart der Gattung ist Furcraea gigantea Vent., ein Synonym von Furcraea foetida (L.) Haw.
Zur Gattung Furcraea gehören die folgenden Arten:
- Sektion Furcraea
  - Furcraea acaulis (Kunth) B.Ullrich
  - Furcraea antillana A.Álvarez
  - Furcraea boliviensis Ravenna
  - Furcraea cabuya Trel.
  - Furcraea cahum Trel.
  - Furcraea depauperata Jacobi
  - Furcraea foetida (L.) Haw.
  - Furcraea geminispina Jacobi
  - Furcraea guatemalensis Trel.
  - Furcraea hexapetala (Jacq.) Urban
  - Furcraea macdougallii Matuda
  - Furcraea niquivilensis Matuda ex García-Mend.
  - Furcraea occidentalis Trel.
  - Furcraea pubescens Tod. (Syn.: Furcraea guerrerensis Matuda)
  - Furcraea samalana Trel.
  - Furcraea selloana K.Koch
  - Furcraea stricta Jacobi
  - Furcraea tuberosa (Mill.) W.T.Aiton
  - Furcraea undulata Jacobi

- Sektion Serrulatae J.R.Drumm.
  - Furcraea longaeva Karw. & Zucc.
  - Furcraea martinezii García-Mend. & L.de la Rosa
  - Furcraea parmentieri (Roezl ex Ortgies) García-Mend. (Syn.: Furcraea bedinghausii K.Koch)
  - Furcraea quicheensis Trel.

## Nachweise

## Weiterführende Literatur
- J. C. David: A review of trunk-forming species of Furcraea (Agavaceae) in cultivation in the UK. In: Hanburyana. Band 4, 2009, S. 23–32 (PDF).
- Abisai García Mendoza: Revisión taxonómica de las especies arborescentes de Furcraea (Agavaceae) en México y Guatemala. In: Boletín de la Sociedad Botánica de México. Nummer 66, 2000, S. 113–129 (online).